# Mooresville (Indiana)
Mooresville és una població dels Estats Units a l'estat d'Indiana. Segons el cens del 2000 tenia 9.273 habitants.

## Demografia
Segons el cens del 2000, Mooresville tenia 9.273 habitants, 3.535 habitatges, i 2.594 famílies. La densitat de població era de 646,3 habitants/km².
Dels 3.535 habitatges en un 39,1% hi vivien nens de menys de 18 anys, en un 57,5% hi vivien parelles casades, en un 12,4% dones solteres, i en un 26,6% no eren unitats familiars. En el 22,8% dels habitatges hi vivien persones soles el 8,9% de les quals corresponia a persones de 65 anys o més que vivien soles. El nombre mitjà de persones vivint en cada habitatge era de 2,59 i el nombre mitjà de persones que vivien en cada família era de 3,05.
Per edats la població es repartia de la següent manera: un 28,5% tenia menys de 18 anys, un 8,5% entre 18 i 24, un 32,7% entre 25 i 44, un 19,3% de 45 a 60 i un 11% 65 anys o més.
L'edat mediana era de 33 anys. Per cada 100 dones de 18 o més anys hi havia 87,5 homes.
La renda mediana per habitatge era de 47.292 $ i la renda mediana per família de 52.543 $. Els homes tenien una renda mediana de 37.763 $ mentre que les dones 26.520 $. La renda per capita de la població era de 21.504 $. Entorn del 4,2% de les famílies i el 4,3% de la població estaven per davall del llindar de pobresa.

## Poblacions més properes
El següent diagrama mostra les poblacions més properes.